# Тышкевич, Пётр
Пётр Тышкевич (1571—1631) — государственный деятель Великого княжества Литовского, граф на Логойске и Бердичеве, каштелян минский (1611—1618) и воевода минский (1618—1631), староста минский.

## Биография
Представитель логойской линии западнорусского магнатского рода Тышкевичей герба «Лелива». Сын воеводы берестейского Юрия Васильевича Тышкевича (? — 1576) от второго брака с Теодорой Волович. Братья — Теодор Фредерик, Мартин, Ян Остафий, Александр и Ежи.
28 июля 1611 года стал каштеляном минским после смерти князя Щенсного Головчинского, 6 сентября 1618 года получил должность воеводы минского.
Выделил средства на строительство костёла и монастыря доминиканцев в Минске. В 1615 году приобрел площадь на углу Высокого Рынка и перекрестка улиц Валоцкой и будущей Доминиканской и начал строить каменный костёл и двухэтажный монастырь при нём. 26 января 1617 года продтвердил права татар-мусульман на мечеть и выделенную под него землю.

## Семья и дети
Был женат на княжне Регине Головчинской (ум. 1640), дочери каштеляна минского, князя Щесного Головчинского (? — 1610) и Эльжбета (Гальши) Ходкевич. Дети:
- Казимир Тышкевич (ум. 1652), подстолий великий литовский (1633), стольник великий литовский (1638), кравчий великий литовский (1642), подчаший великий литовский (1644)
- Барбара Тышкевич, жена Диновея
- Марианна Тышкевич, жена воеводы смоленского Адама Мацея Саковича
- София Тышкевич, 1-й муж Александр Калецкий, 2-й муж стольник полоцкий, князь Фёдор Друцкий-Горский
- Дорота Тышкевич, умерла в детстве
- Кристина Тышкевич, 1-й муж стольник минский Ян Жижемский, 2-й муж Горский
- Катаржина Тышкевич, жена маршалка великого литовского Кшиштофа Завиши Кезгайло.

После смерти Петра Тышкевича его вдова Регина вторично вышла замуж за воеводу мстиславского и витебского Кшиштофа Кишку (ок. 1590—1646).